# San Nicolás Buenos Aires
San Nicolás Buenos Aires là một đô thị thuộc bang Puebla, México. Năm 2005, dân số của đô thị này là 8353 người.